# Skikkenjauratj
Skikkenjauratj är en sjö i Sorsele kommun i Lappland och ingår i Umeälvens huvudavrinningsområde. Skikkenjauratj ligger i Vindelfjällen Natura 2000-område.